# 1110
Il 1110 (MCX in numeri romani) è un anno  del XII secolo.

## Eventi
- 4 dicembre - I Crociati conquistano Sidone.
- Pietro II Farnese sconfigge gli eserciti ghibellini di Toscana e fonda la città di Orbetello.

## Nati
- 21 gennaio - Amedeo di Losanna, santo francese († 1159)
- Aelredo di Rievaulx, monaco cristiano, scrittore e santo inglese († 1167)
- Baldovino IV di Hainaut, conte († 1171)
- Rabbenu Tam, rabbino francese († 1171)
- Berta di Sulzbach, imperatrice bizantina († 1159)
- Clemente, scrittore e teologo russo
- Düsum Khyenpa, monaco buddhista tibetano († 1193)
- Guglielmo III di Borgogna, conte
- Liutgarda di Salzwedel, nobile tedesca († 1152)
- Burgundio Pisano, giurista e traduttore italiano († 1193)
- Platone Tiburtino, matematico, astronomo e astrologo italiano († 1145)
- Oddone di Saint-Amand, cavaliere medievale francese († 1179)
- Abraham ibn Dawud, storico, astronomo e filosofo spagnolo († 1180)

## Morti
- 24 gennaio - Al-Musta'in II, re
- 11 luglio - Elia I del Maine, conte
- 12 novembre - Gebeardo III di Zähringen, vescovo cattolico tedesco
- Corrado I del Württemberg, nobile
- Guglielmo Giordano di Cerdanya, nobile
- Ingold I di Svezia, re svedese
- Giorgio Paleologo, generale e militare bizantino
- Ugo VI di Lusignano, nobile francese
- Roberto Scalio, nobile (n. 1068)
- Guglielmo Ugo I di Baux, sovrano francese (n. 1050)

## Calendario
| Calendario 1110 | Calendario 1110 | Calendario 1110 | Calendario 1110 | Calendario 1110 | Calendario 1110 | Calendario 1110 | Calendario 1110 | Calendario 1110 | Calendario 1110 | Calendario 1110 | Calendario 1110 | Calendario 1110 | Calendario 1110 | Calendario 1110 | Calendario 1110 | Calendario 1110 | Calendario 1110 | Calendario 1110 | Calendario 1110 | Calendario 1110 | Calendario 1110 | Calendario 1110 | Calendario 1110 | Calendario 1110 | Calendario 1110 | Calendario 1110 | Calendario 1110 | Calendario 1110 | Calendario 1110 | Calendario 1110 | Calendario 1110 | Calendario 1110 |
| --------------- | --------------- | --------------- | --------------- | --------------- | --------------- | --------------- | --------------- | --------------- | --------------- | --------------- | --------------- | --------------- | --------------- | --------------- | --------------- | --------------- | --------------- | --------------- | --------------- | --------------- | --------------- | --------------- | --------------- | --------------- | --------------- | --------------- | --------------- | --------------- | --------------- | --------------- | --------------- | --------------- |
|                 | 1               | 2               | 3               | 4               | 5               | 6               | 7               | 8               | 9               | 10              | 11              | 12              | 13              | 14              | 15              | 16              | 17              | 18              | 19              | 20              | 21              | 22              | 23              | 24              | 25              | 26              | 27              | 28              | 29              | 30              | 31              |                 |
| Gennaio         | Sa              | Do              | Lu              | Ma              | Me              | Gi              | Ve              | Sa              | Do              | Lu              | Ma              | Me              | Gi              | Ve              | Sa              | Do              | Lu              | Ma              | Me              | Gi              | Ve              | Sa              | Do              | Lu              | Ma              | Me              | Gi              | Ve              | Sa              | Do              | Lu              |                 |
| Febbraio        | Ma              | Me              | Gi              | Ve              | Sa              | Do              | Lu              | Ma              | Me              | Gi              | Ve              | Sa              | Do              | Lu              | Ma              | Me              | Gi              | Ve              | Sa              | Do              | Lu              | Ma              | Me              | Gi              | Ve              | Sa              | Do              | Lu              |                 |                 |                 |                 |
| Marzo           | Ma              | Me              | Gi              | Ve              | Sa              | Do              | Lu              | Ma              | Me              | Gi              | Ve              | Sa              | Do              | Lu              | Ma              | Me              | Gi              | Ve              | Sa              | Do              | Lu              | Ma              | Me              | Gi              | Ve              | Sa              | Do              | Lu              | Ma              | Me              | Gi              |                 |
| Aprile          | Ve              | Sa              | Do              | Lu              | Ma              | Me              | Gi              | Ve              | Sa              | Do              | Lu              | Ma              | Me              | Gi              | Ve              | Sa              | Do              | Lu              | Ma              | Me              | Gi              | Ve              | Sa              | Do              | Lu              | Ma              | Me              | Gi              | Ve              | Sa              |                 |                 |
| Maggio          | Do              | Lu              | Ma              | Me              | Gi              | Ve              | Sa              | Do              | Lu              | Ma              | Me              | Gi              | Ve              | Sa              | Do              | Lu              | Ma              | Me              | Gi              | Ve              | Sa              | Do              | Lu              | Ma              | Me              | Gi              | Ve              | Sa              | Do              | Lu              | Ma              |                 |
| Giugno          | Me              | Gi              | Ve              | Sa              | Do              | Lu              | Ma              | Me              | Gi              | Ve              | Sa              | Do              | Lu              | Ma              | Me              | Gi              | Ve              | Sa              | Do              | Lu              | Ma              | Me              | Gi              | Ve              | Sa              | Do              | Lu              | Ma              | Me              | Gi              |                 |                 |
| Luglio          | Ve              | Sa              | Do              | Lu              | Ma              | Me              | Gi              | Ve              | Sa              | Do              | Lu              | Ma              | Me              | Gi              | Ve              | Sa              | Do              | Lu              | Ma              | Me              | Gi              | Ve              | Sa              | Do              | Lu              | Ma              | Me              | Gi              | Ve              | Sa              | Do              |                 |
| Agosto          | Lu              | Ma              | Me              | Gi              | Ve              | Sa              | Do              | Lu              | Ma              | Me              | Gi              | Ve              | Sa              | Do              | Lu              | Ma              | Me              | Gi              | Ve              | Sa              | Do              | Lu              | Ma              | Me              | Gi              | Ve              | Sa              | Do              | Lu              | Ma              | Me              |                 |
| Settembre       | Gi              | Ve              | Sa              | Do              | Lu              | Ma              | Me              | Gi              | Ve              | Sa              | Do              | Lu              | Ma              | Me              | Gi              | Ve              | Sa              | Do              | Lu              | Ma              | Me              | Gi              | Ve              | Sa              | Do              | Lu              | Ma              | Me              | Gi              | Ve              |                 |                 |
| Ottobre         | Sa              | Do              | Lu              | Ma              | Me              | Gi              | Ve              | Sa              | Do              | Lu              | Ma              | Me              | Gi              | Ve              | Sa              | Do              | Lu              | Ma              | Me              | Gi              | Ve              | Sa              | Do              | Lu              | Ma              | Me              | Gi              | Ve              | Sa              | Do              | Lu              |                 |
| Novembre        | Ma              | Me              | Gi              | Ve              | Sa              | Do              | Lu              | Ma              | Me              | Gi              | Ve              | Sa              | Do              | Lu              | Ma              | Me              | Gi              | Ve              | Sa              | Do              | Lu              | Ma              | Me              | Gi              | Ve              | Sa              | Do              | Lu              | Ma              | Me              |                 |                 |
| Dicembre        | Gi              | Ve              | Sa              | Do              | Lu              | Ma              | Me              | Gi              | Ve              | Sa              | Do              | Lu              | Ma              | Me              | Gi              | Ve              | Sa              | Do              | Lu              | Ma              | Me              | Gi              | Ve              | Sa              | Do              | Lu              | Ma              | Me              | Gi              | Ve              | Sa              |                 |